# Dave Bedwell
Dave Bedwell (* 28. August 1928 in Romford; † 28. Februar 1999 in Kingskerwell, Devon) war ein britischer Radrennfahrer.

## Sportliche Laufbahn
1949 wurde Dave Bedwell britischer Meister im Straßenrennen der Amateure. Im Jahr darauf gewann er in Paris den Grand Prix de l’Humanité, der von der sozialistischen Zeitung L’Humanité gesponsert wurde.
1951 wurde Bedwell Berufsfahrer und errang in seinem ersten Profijahr den nationalen Titel im Straßenrennen. In den folgenden Jahren war er vor allem bei Rennen in Großbritannien aktiv und erfolgreich – so gewann er 1954, 1960 und 1961 die Tour of the Peaks –, wurde 1961 ein zweites Mal britischer Meister im Straßenrennen und gewann 1953 insgesamt drei Etappen der Tour of Britain sowie die Bergwertung. Auch startete er bei kleineren Rennen in Frankreich, bei denen er vordere Plätze erreichte. 1955 nahm er an der Tour de France teil, gab aber nach der dritten Etappe auf. Er startete 1956 bei den UCI-Weltmeisterschaften im Straßenfahren in Kopenhagen für die britische Nationalmannschaft und belegte den 19. Platz. 1959 fuhr er die Internationale Friedensfahrt und wurde Neunter der Gesamtwertung. 1960 siegte er in der Tour of the Cotswolds. 1964 beendete er seine Radsport-Laufbahn.